# Colonia Diana Laura Riojas de Colosio
Colonia Diana Laura Riojas de Colosio är en ort i Mexiko.   Den ligger i kommunen Frontera och delstaten Coahuila, i den centrala delen av landet, 900 km norr om huvudstaden Mexico City. Colonia Diana Laura Riojas de Colosio ligger 546 meter över havet och antalet invånare är 1 885.
Terrängen runt Colonia Diana Laura Riojas de Colosio är platt, och sluttar norrut. Runt Colonia Diana Laura Riojas de Colosio är det ganska tätbefolkat, med 149 invånare per kvadratkilometer. Närmaste större samhälle är Monclova, 9,8 km sydost om Colonia Diana Laura Riojas de Colosio. Omgivningarna runt Colonia Diana Laura Riojas de Colosio är i huvudsak ett öppet busklandskap.